# توني تانر (ناقد أدبي)
توني تانر (بالإنجليزية: Tony Tanner)‏ هو ناقد أدبي بريطاني، ولد في 18 مارس 1935، وتوفي في 5 ديسمبر 1998.